# Hérenguerville

Hérenguerville este o comună în departamentul Manche, Franța. În 2009 avea o populație de 163 de locuitori.